# Ben Mink
Benjamin Mink (* 22. Januar 1951) ist ein kanadischer Songwriter, Multiinstrumentalist und Musikproduzent.

## Biografie
Der Sohn polnischer Holocaust-Überlebender wuchs in Toronto auf. Er brachte sich das Spielen auf Gitarre und Geige selbst bei. Seine musikalische Karriere begann er bei der Rock- und Country-Band Mary-Lou Horner. Weitere Gruppen, bei denen Mink spielte, waren unter anderem Murray McLauchlan’s Silver Tractors und FM.
Am bekanntesten wurde Mink durch seine langjährige Zusammenarbeit mit der kanadischen Sängerin k.d. lang. Er produzierte mehrere Alben der Sängerin, spielte bei ihren Aufnahmen verschiedene Instrumente (Violine, Gitarre, Mandoline) und trat als Coautor in Erscheinung.
1980 lud ihn die Rockband Rush ein, bei ihrem Song Losing It die elektrische Violine zu spielen. Auch später arbeitete er mit Rush zusammen. Zu den weiteren Bands und Musikern, mit denen Mink als Produzent, Autor und Musiker zusammenarbeitete, gehören zum Beispiel die Barenaked Ladies, Anne Murray, Dan Hill, Raffi, Jane Siberry, Ian and Sylvia, Bruce Cockburn, Susan Aglukark, Method Man, Alison Krauss, Feist, Daniel Lanois, Sarah McLachlan, Roy Orbison, Elton John und Heart.
Mink ist Mitglied der Klezmer-Gruppe Black Sea Station, deren Debütalbum Transylvania Avenue er 2010 produzierte. Er produzierte auch andere Klezmer-Gruppen und -Musiker wie The Klezmatics und Chava Alberstein.
Mink schrieb die Musik zu Fernsehproduktionen und Filmen wie Confessions of an Innocent Man und 50 Dead Men Walking – Der Spitzel. Er hielt Vorlesungen zu Themen wie The Music Business vs. the Creative Process an verschiedenen Universitäten. Er ist assoziiertes Mitglied des Institute for Computing, Information & Cognitive Systems der University of British Columbia.
Mink gehört zu den wenigen Menschen, die als Coautor von Mick Jagger und Keith Richards gelten. 1997 nannten die Rolling Stones Mink und k.d. lang als Coautoren des Songs Anybody Seen My Baby?, nachdem sie darauf aufmerksam gemacht wurden, dass Ähnlichkeiten zu Constant Craving bestanden.
1980 hat Mink sein einziges Soloalbum Foreign Exchange veröffentlicht.

## Auszeichnungen (Auswahl)
- Grammy Awards: Insgesamt neun Mal nominiert als Produzent und Songwriter, zwei Mal gewonnen.[1][4]
- Juno Awards: Sieben Juno-Nominierungen, drei Mal gewonnen.[1]
- Genie Awards: Nominiert als Best Original Score für 50 Dead Men Walking.[1]
- Gemini Awards: Best British Columbia Film für Confessions of an Innocent Man.[1][2]
- Leo Awards: Best Musical Score 2006, 2009, 2010.[1]